# Club Cultural Juanjuí
Cultural Juanjuí es un club de fútbol peruano, con sede en la ciudad de Juanjuí, provincia de Mariscal Cáceres, en el departamento de San Martín. Fue fundado en 1942 y participa en la Copa Perú.

## Historia
El club fue fundado el 2 de febrero de 1942 por los señores Ricardo López, David Arévalo, Gaspar López, entre otros.
Tras la creación de la Copa Perú, Cultural Juanjuí fue habitual representante de su provincia y posteriormente del departamento de San Martín enfrentando en la Etapa Regional a Colegio Nacional de Iquitos en varias ediciones. En aquellos años el club estaba bajo la presidencia de Manuel Meléndez Rondona.
En 1971 Cultural logró un nuevo título departamental y clasificó a la Etapa Regional. En esta fase eliminó a Politécnico de Iquitos para llegar a la Finalísima de la Copa Perú 1972 siendo el primer equipo del departamento en lograrlo. El equipo era dirigido por Ismael Delgado y el equipo formaba con: Mitiguel Sinti; Oscar Acosta, Orestes Saldaña, Eloy Ruíz, Horacio Silva; Eugenio Seclén, Canicio Fernández; Antonio Serrano Rivasplata, Carlos Carril, Pedro Rengifo Murrieta , Manuel Rodríguez Saavedra, Miguel Morillas y Walter Lozano. En el hexagonal final, jugado en el Estadio Nacional de Lima, Cultural Juanjuí empezó con un triunfo por 2-1 ante Deportivo Carsa de Arequipa pero en las fechas restantes sólo obtuvo un empate 3-3 con Cienciano y terminó en el quinto lugar.
En las décadas siguientes, Cultural ha participado de la Liga Distrital de Juanjuí, sin poder clasificar a las fases finales. En 2020 no tomó parte del torneo distrital y desde entonces no participa en torneos oficiales.

## Estadio
El club juega de local en el estadio Gran Pajatén que desde 2004 es propiedad del Instituto Peruano del Deporte. Se encuentra ubicado en el barrio de La Victoria y fue construido en 2002 por la Municipalidad Provincial de Mariscal Cáceres durante la gestión del profesor Wilson Pérez Iglesias.

## Entrenadores
- Ismael Delgado (1970-1971)
- Canicio Fernández (1972-1973)

## Palmarés

### Torneos regionales
| Competición regional                      | Títulos                 | Subcampeonatos    |
| ----------------------------------------- | ----------------------- | ----------------- |
| Etapa Regional - Región Oriente (1/3)     | 1972                    | 1969, 1970, 1971. |
| Liga Departamental de San Martín (4/0)    | 1968, 1969, 1970, 1971. |                   |
| Liga Provincial de Mariscal Cáceres (3/0) | 1968, 1969, 1970.       |                   |